# Christian Clasen
Christian Clasen (ca. 1718 i Laage i Mecklenburg-Güstrow – 5. januar 1796 i Christiania) var en dansk officer.
Han blev født i Laage i Mecklenburg i nærheden af Rostock, hvor hans fader var præst. Efter at have studeret i Rostock trådte han i dansk militær tjeneste og udnævntes 1742 til fændrik réformé ved det jyske hvervede
infanteriregiment, ved hvilket han forinden stod som sergent. Han blev adjudant året efter, virkelig fændrik 1744, samme år sekondløjtnant og 1752 premierløjtnant. 1756 erholdt han tilladelse til at gå i fransk tjeneste, hvorhos der tillagdes ham karakter som overkonduktør af Fortifikationen og 1757 som ingeniørkaptajn. Han gjorde tjeneste ved den franske hær i Syvårskrigen indtil 1762 og udnævntes i 1761 til virkelig ingeniørkaptajn ved den holstenske fortifikationsetat, med hvilken charge han overgik til det 1763 ved samling af fortifikationsetaterne for Danmark, Holsten og Norge oprettede Ingeniørkorps. I 1762 blev han tillige generaladjudant hos generalfeltmarskal grev Claude-Louis de Saint-Germain. Efter i 1772 at være udnævnt til virkelig ingeniørmajor blev han samme år chef for det norske ingeniørdetachement, i hvilken stilling, som han beklædte til sin afgang fra krigstjenesten, han tillige ledede økonomien ved Norges geografiske opmåling fra dennes stiftelse i 1773 og fra 1780 var 1. direktør, fra 1788-95 enedirektør ved opmålingen. 1775 var han imidlertid blevet udnævnt til oberstløjtnant af infanteriet, 1779 til karakteriseret oberst og 1788 til generalmajor. Han erholdt afsked fra Ingeniørkorpset 27. december 1793 og døde i Christiania 5. januar 1796.
Clasen helligede megen tid til matematiske og krigsvidenskabelige studier og skrev talrige værdifulde afhandlinger, særlig vedrørende matematikkens praktiske anvendelse på militære problemer, der gjorde hans navn kendt i vide kredse. Chr. Clasen var ugift.
Han er begravet på Aker Kirkegård.